# A7V
El Sturmpanzerwagen A7V va ser un tanc introduït per Alemanya al 1918, cap el final de la Primera Guerra Mundial. El nom era probablement un derivat de Allgemeines Kriegsdepartement 7 Abteilung Verkehrswesen (Departament 7 de Guerra General, transport de branques), també es creu que l'Hauptmann Joseph Vollmer li va donar la V al nom. En alemany el tanc va ser anomenat Sturmpanzer-Kraftwagen (Vehicle Blindat motoritzat d'assalt). Se'n van encomanar 100 per a la primavera de 1918, però solament 20 van ser completats. Van entrar en acció de març a octubre d'aquest any, i va ser l'únic tanc que va produir Alemanya en la 1GM que van adquirir l'estatus operacional.
L'A7V feia 7 metres de llarg, 3 d'ample i més de 3 d'alt.
La tripulació normalment consistia en 16 soldats i dos oficials: comandant, conductor, mecànic, mecànic cap, dotze infants (sis metralladores, sis carregadors), i dos artillers (artiller principal i carregador).
L'A7V estava armat amb sis metralladores MG08/15 de 7.9 mm i un canó de 5.7 cm en el front. La variant "femenina" tenia dues metralladores més en lloc del canó. No se sap si ja van començar a produir-se així o quan es van transformar. Algunes fonts diuen que solament el xassís 501 va tenir variant femenina.
El tanc tenia plaques d'acer de 20 mm en els costats i 30 mm en el front; no obstant això l'acer no era tan resistent com les plaques blindades, la qual cosa va reduir la seva efectivitat. Era suficient per a detenir bales de fusell i metralladora, però no els grans calibres. Proporcionava protecció comparable als blindatges més prims d'altres tancs del període que usaven acer més dur.
La potència venia de dos motors Daimler de 4 cilindres 100 HP(74 Kw) cadascun. La màxima velocitat era de 15 km/h en camins i 5 km/h en totterreny. Duia 500 litres de combustible (132 galons).
Era tan lent com els tancs de l'època, però tenia una molt pobre capacitat totterreny i es quedava encallat amb molta facilitat. La punta de davant que no permetia veure amb claredat el sòl o el seu baix pis no permetia creuar les trinxeres o els terrenys pantanosos. No obstant això, en terreny obert permetia tenir més potència de foc que altres vehicles blindats. La seva relació potència/pes era 6.8 hp/ton (5.1 kw/ton, encreuament de trinxeres fins als 2,3 m i sobrepassar els obstacles d'entre 20 i 40 cm.
Van existir uns altres 30 xassissos, construïts sense blindatge i utilitzats com transport de camp.

## Història de combat
L'A7V va tenir el seu bateig de combat el 21 de març de 1918. Va ser desplegat al nord del Canal de San Quentin. L'A7V va ajudar a aturar un avanç menor britànic en l'àrea, però igualment va veure poca acció aquest dia.
La seva primera batalla tanc contra tanc va transcórrer el 24/4/1918, quan tres A7V (inclòs el xassís 561 conegut com a NIXIE) van atacar la infanteria aliada, es va trobar amb tres Mark IV (dos tancs femenins i un masculí amb un canó de sis polzades) prop de Villers-Bretonneux. Durant la batalla els tancs d'ambdós bàndols van ser danyats. D'acord amb el comandant del tanc líder, 2º tinent Frank Mitchell, les metralladores del primer Mark IV femení van caure per l'acció dels projectils perfora-blindatges. Ells no podien danyar el A7V amb les seves metralladores, de manera que els van atacar amb el seu canó de sis polzades i ho van aconseguir.
Va disparar tres vegades i va prosseguir contra la infanteria. Els dos restants A7V es van retirar. Com el tanc del tt. Mitchel també es va retirar, els altres 7 Whippets es van encarregar de la infanteria. Es van perdre 4 d'aquests tancs i no se sap si algun d'ells va atacar els A7V que es retiraven. El tanc del tinent Mitchell va ser aconseguit en una eruga per un projectil de morter i va ser abandonat. L'A7V destruït va ser recuperat més tard per les forces alemanyes.
Dels 18 A7V utilitzats aquest dia tots van tenir resultats limitats; dos van caure en pous, uns altres van tenir problemes en el motor o l'armament. Després d'un contraatac, tres van acabar en mans aliades. Un estava inutilitzat i va ser destruït, l'altre va ser utilitzat per a provar projectils pels francesos i el tercer va caure en mans australianes.
L'A7V no va ser considerat un èxit i altres dissenys van ser planejats per Alemanya, no obstant això la fi de la guerra va cancel·lar tots els projectes i prototips (com l'Oberschlesien, K-Wagen i la sèrie LK). El final dels A7V en la 1GM va ser el novembre de 1918: un nombre d'aquests van ser destruïts per posar fi a les hostilitats. Un últim (o potser dos) model A7V modificat anomenat HEIDI va ser usat per les tropes del govern o Freikorps per a sufocar el desordre civil de Berlín el 1919.
La producció de 20 tancs solament va fer que la seva contribució fos molt limitada, i la majoria dels tancs (menys de 100) utilitzats pels alemanys en la 1GM eren tancs britànics o francesos capturats (Beutepanzer). Els francesos havien produït 3600 dels Renault FT-17 (el tanc més produït en la guerra) i els anglesos 2500 dels Mark I a V.
L'A7V capturat pels australians (MEPHISTO) es troba al Queensland Museun en Brisbane, Austràlia. L'últim dels A7V produïts.
Una rèplica de l'A7V WOTAN està en el Deutsches Panzermuseum en Munster, Alemanya.
Un canó d'un A7V (possiblement el 504 SCHNUCK) es conserva en el Museu Nord de la Guerra Imperial a Manchester, Regne Unit.

## Llista de xassisos
- 501 Gretchen: destruït pels aliats en 1919 (femení)
- 502: destruït pels alemanys en 1918.
- 503: destruït pels alemanys l'octubre de 1918.
- 504 Schnuck: perdut a Fremicourt en 1918.
- 505 Baden I: destruït pels aliats en 1919.
- 506 Mephisto: perdut el 24 d'abril del '18 a Villers-Bretonneux, recuperat pels australians i ara es troba en el Queensland Museum.
- 507 Cyklop: destruït pels aliats en 1919.
- 525 Siegfried: destruït pels aliats en 1919.
- 526: destruït pels alemanys el juny del 1918.
- 527 Lotti: perdut a Fort Pompelle, 1/6/1918.
- 528 Hagen: perdut a Fremicourt el 31 d'agost de 1918.
- 529 Nixe 2: perdut a Reims el 31 de maig del 1918, recuperat pels nord-americans i destruït en 1942.
- 540 Heiland: destruït pels aliats en 1919.
- 541: destruït pels aliats en 1919.
- 542 Elfriede: perdut a Villers-Bretonneun l'abril del 1918.
- 543 Hagen, Adalbert, König Wilhelm: destruïts pels aliats en 1919.
- 560 Alter Fritz: perdut a Iwuy, 11 d'octubre de 1918.
- 561 Nixe: destruït pels alemanys en 1918.
- 562 Herkules: destruït pels alemanys després del 31 d'agost de 1918.
- 563 Wotan: destruït pels aliats en 1919, una rèplica del WOTAN va ser construïda a mitjans dels 80 basat en el MEPHISTO ara en el Panzermuseum en Munster, Alemanya.
- 564: destruït pels aliats en 1919.